# Noumena
Noumena (англ. Вещи в себе) — финская группа, играющая мелодичный дэт-метал.

## История
Группа была образована в 1998 году в Эхтяри в Финляндии. В 1999 году после двух демо-записей был подписан контракт с лейблом Singaporean, однако запланированный альбом так и не был выпущен, поскольку лейбл обанкротился до выхода альбома. Дебютный альбом Pride/Fall удалось выпустить лишь в 2002 году на австралийском лейбле Catharsis Records.
После записи нового промо в январе 2004 года Noumena подписала контракт с лейблом Spinefarm Records. В том же году был записан второй альбом группы под названием Absence, изданный 13 апреля 2005 года.

## Состав группы
- Антти Хаапанен — вокал.
- Суви Уура — вокал.
- Туукка Туомела — гитара.
- Вилле Ламминахо — гитара.
- Ханну Саволайнен — бас-гитара.
- Илькка Уннбом — ударные.

## Дискография

### Студийные альбомы
- Pride/Fall (2002)
- Absence (2005)
- Anatomy of Life (2006)
- Death Walks With Me (2013)
- Myrrys (2017)
- Anima (2020)

### Демо
- Aeons (1998)
- For the Fragile One (1999)
- Promo (2000)
- Sala (2001)
- The Tempter (2004)
- Triumph and Loss (EP) (2006)
- Sleep (2009)
- Death Walks with Me (2013)